# True (EP de Solange Knowles)
True é o primeiro extended play (EP) da cantora norte-americana Solange. O disco foi lançado no dia 27 de Novembro de 2012 via internet pela gravadora Terrible Records. É o primeiro lançamento de Solange pela gravadora depois de sair de seu contrato com a Interscope em 2009.
Todo o EP é produzido por Dev Hynes. O EP está sendo lançado como uma preparação de seu futuro 3º álbum de estúdio. Em relação à direção musical do álbum, ela disse que a inspiração veio do new wave e relatou, "Esse é um álbum dance, mas a letra das músicas pode ficar bem obscura às vezes". Knowles descreveu o EP como "eclético com referências da década de 1980 e influências da percussão africana". Musicalmente, o extended play é um tributo para a música pop e R&B do começo da década de 1980, repleto de sons doces de teclado e batidas. O extended play foi gravado em 5 cidades, incluindo Santa Barbara, Los Angeles, Houston e Nova Iorque.
O primeiro single, "Losing You " foi confirmado como primeiro do álbum em 2 de Setembro de 2012, durante uma entrevista com o The Sunday Times da África do Sul. A primeira representação da faixa completa juntamente com o vídeo foi divulgada em 1º de Outubro de 2012. O single foi lançado no iTunes um dia depois. Para promover o EP, Knowles entrou em turnê, que passou pelos Estados Unidos, Reino Unido, Holanda, França e Alemanha.
True recebeu críticas positivas em geral, saudando a direção musical, e alguns críticos declaram que o EP "parece diferente de tudo que toca nas rádios, mas ainda poderia tocar nelas" e elogiou "a forte nostalgia da década de 1980". No entanto, alguns críticos compararam o álbum ao trabalho de Madonna, dizendo que "os ousados sintetizadores soam como a era anos 80 de Madonna". O álbum ficou na posição 157 na Billboard 200 dos Estados Unidos, e também apareceu na mesma tabela da Dinamarca e Suécia, na posição de número 60.

## Antecedentes e desenvolvimento
Em Novembro de 2008, Knowles assinou um contrato discográfico com a editora discográfica Geffen Records e comprometeu-se em um contrato publicitário com a EMI Music Incorporated. No mesmo ano, ela terminou a produção para o seu segundo álbum de estúdio, intitulado Sol-Angel and the Hadley St. Dreams. O projecto tinha uma colecção de faixas influenciadas por obras musicais lançadas por entre as décadas de 1960 e 1970, e foi considerado como um avanço em relação a Solo Star (2002), o seu álbum de estúdio de estreia. Até Dezembro de 2008, já haviam sido comercializadas mais de 114 mil unidades de Sol-Angel and the Hadley St. Dreams, de acordo com os dados publicados pela Nielsen SoundScan. Em geral, o disco foi recebido com opiniões favoráveis pela crítica especialista em música contemporânea, com alguns resenhistas considerndo-o como muito melhor que o anterior. De modo a aproveitar o impacto positivo do seu álbum, Knowles embarcou na digressão Solange Presents Sol-Angel and the Hadley St. Dreams Tour na Grã-Bretanha em novembro de 2008. Além disso, a canção "T.O.N.Y." foi divulgada como o terceiro e último single do álbum em abril de 2009.
Em Outubro do mesmo ano, Knowles anunciou através do Twitter que ela havia se separado da editora Interscope Records após o lançamento de apenas um trabalho, e revelou também que tinha escolhido seguir uma rota independente com o seu projecto seguinte, afirmando: "Embora tenha sido uma experiência maravilhosa na Interscope Records, depois de reconhecer o que realmente é importante para mim como uma artista, eu decidi que estava na hora de eu continuar o meu caminho em uma plataforma mais independente [...] Eu estou animada em continuar a mergulhar, experimentar e criar música e arte sem limites, medos e expectativas. Vai ser divertido." A cantora acrescentou ainda que o seu próximo trabalho iria conter material influenciado por música electrónica.
| “ | A inspiração veio do new wave. [...] Este é um álbum dance, mas a letra das músicas pode ficar bem obscura às vezes. | ” |
|   | — A artista abordando o conteúdo lírico de True.                                                                     |   |

A faixa de abertura e de True, "Losing You", é uma música que deriva dos géneros musicais R&B contemporâneo e pop à medida que vai incorporando elementos de música electrónica. A segunda faixa, "Some Things Never Seem to Fucking Work", tem uma letra que aborda "ultimatos e questões", ao mesmo tempo que "relata a ilusão em um relacionamento". "Locked in Closets", a faixa seguinte, foi descrita como tendo uma batida remanescente à de "Smooth Criminal" (1988), de Michael Jackson, e tem tema sobre um amor viciante. A quarta faixa, "Lovers in the Parking Lot", diz em sua letra que, arrependida, a protagonista brincou com o coração de alguém. "Don’t Let Me Down" foi considerado um tema agressivo, enquanto "Look Good With Trouble" contém um sintetizador pesado. A faixa final do EP, "Bad Girls (Verdine Version)", contém vocais em falsetto e foi descrito como "uma melodia sem remorsos".

## Lançamento e divulgação
A artista Mickalene Thomas, de Nova Iorque, foi a responsável pela apresentação visual do EP. Thomas descreveu a obra como uma colagem que foi tirada na galeria Lehmann Maupin, localizado na seção de SoHo de Nova Iorque. Quando questionada sobre o processo criativo, ela detalhou recompor as fotografias com materiais como papel de parede vintage, e alguns desenhos antigos de seus dias como um estudante na Universidade de Yale. Ela também chamou atenção ao detalhe para a textura e cor. Thomas também fez o design do set do clipe do single "Losing You"; o set foi descrito por Solange como "brilhante".[carece de fontes?] Quando questionada sobre, ela descreveu o projeto como "uma experiência incrível!" e pesquisou imagens de Solange para indentificar que estilo particular ela criaria. Para mostrar como trabalhava duro no projeto, ela declarou: "Eu projetei cada centímetro, até os pontos de venda, flores artificiais, livros e registros, como eles criam um ambiente coeso e contexto. Nenhum detalhe é esquecido."
Knowles fez a pré-estreia das 7 faixas do EP na cidade de Nova Iorque no dia 24 de Outubro de 2012, e teve boas críticas. Solange e Dev Hynes organizaram uma segunda pré-estreia em Sonos Studio em Los Angeles no dia 27 de Novembro do mesmo ano, o dia que o EP seria lançado digitalmente. "Losing You" foi lançado como preparação para o álbum, e foi escrito por Dev Hynes e Solange, com a produção de Dev Hynes creditada pelo seu pseudônimo, Blood Orange juntamente com Kevin Barnes. A música foi lançada como download digital no dia 2 de Outubro de 2012 e como vinil no dia 6 de Novembro de 2012 pela Terrible Records.
Em Maio de 2013, Knowles deu a prévia do remix de "Look Good With Trouble" com a participação de Kendrick Lamar, e então revelou que o remix seria segundo single do EP, dizendo que "o original era apenas para abrir passagem para 'Bad Girls'".
Tour
Solange anunciou uma pequena turnê para promover True e para celebrar seu retorno à música. É a sua primeira turnê desde 2009.
| Data                       | Cidade   | País           | Local                    |
| -------------------------- | -------- | -------------- | ------------------------ |
| True Promo Tour            |          |                |                          |
| 11 de Dezembro de 2012     | New York | Estados Unidos | Bowery Ballroom          |
| 16 e 17 de Janeiro de 2013 | Londres  | Reino Unido    | XOYO                     |
| 19 de Janeiro de 2013      | Amsterdã | Holanda        | Bitterzoet               |
| 18 de Janeiro de 2013      | Paris    | França         | Nouveau Casino           |
| 20 de Janeiro de 2013      | Berlim   | Alemanha       | Prince Charles Nightclub |

## Crítica profissional
Predefinição:Crítica profissional
NME avaliou True com nota 8/10 e escreveu "A cantora de 26 anos não é uma pop star que fabrica de hits, mas um antídoto para a homogeneização do pop, algo que soa diferente de tudo no rádio, mas ainda poderia estar no rádio. Nessa frente, 'True' entra."
A Revista Paste elogiou o EP chamando-o de "badalado" e ter "fortes sintetizadores-soa como anos 80 da era Madonna"
Entertainment Weekly elogiou o álbum dizendo que "a forte nostalgia dos anos 80 aqui poderia vestir justo para alguns, mas o charme de Solange enlarguece-o bastante".
Pitchfork deu grandes elogios ao álbum, dizendo "[...] É mais um exemplo de Knowles e Hynes renunciando a sabedoria convencional e fazendo as coisas à sua maneira.".

## Alinhamento de faixas
A lista oficial das faixas foi anunciada pela revista Rap-Up no dia 25 de Outubro de 2012. Todas as faixas foram compostas, produzidas e arranjadas por Solange Knowles e Dev Hynes
| True |                                          |         |  |
| N.º  | Título                                   | Duração |  |
| 1.   | "Losing You"                             | 4:20    |  |
| 2.   | "Some Things Never Seem to Fucking Work" | 4:57    |  |
| 3.   | "Locked in Closets"                      | 3:22    |  |
| 4.   | "Lovers in the Parking Lot"              | 4:22    |  |
| 5.   | "Don't Let Me Down"                      | 4:13    |  |
| 6.   | "Look Good with Trouble"                 | 1:30    |  |
| 7.   | "Bad Girls (Verdine Version)"            | 5:10    |  |

## Créditos e pessoal
Os créditos seguintes foram adaptados do encarte do EP e do portal Allmusic:
- Solange Knowles — vocais principais, vocais de apoio, composição, produção e arranjos
- Devonté Hynes — vocais adicionais ("Some Things Never Seem to Fucking Work"), vocais de apoio, composição, produção e arranjos
- Chris Egan — bateria ("Locked In Closets", "Don't Let Me Down")
- Verdine White — baixo
- Mikaelin 'Blue' Bluespruce — engenharia acústica
  - Nino Villanueva — engenharia adicional ["Locked in Closets", "Don't Let Me Down", "Bad Girls (Verdine Version)"]
- Mikaelin 'Blue' Bluespruce — mixagem
  - Chris Taylor — mixagem adicional ("Losing You")
  - Ariel Rechtshaid — mixagem adicional ["Losing You", "Bad Girls (Verdine Version)"]
- Joe LaPorta — masterização

## Desempenho nas tabelas musicais
"True" primeiro entrou na tabela dinamarquesa Tracklisten, ficando em 40º.
O extended play também entrou na tabela da Suécia de álbuns (Sverigetopplistan) no número 57. O EP também entrou na posição 164 também entrou na tabela francesa de álbuns (Syndicat National de l'Édition Phonographique). Nos Estados Unidos, o EP debutou em 157 na  Billboard 200, sendo o terceiro lançamento de Knowles que entrou na tabela, e o primeiro a não conseguir o top 50.
| País — Tabela musical (2013)                           | Posição de pico |
| ------------------------------------------------------ | --------------- |
| Dinamarca — Album-Top 40 (Tracklisten)                 | 40              |
| Estados Unidos — Billboard 200                         | 157             |
| França — Syndicat National de l'Édition Phonographique | 164             |
| Suécia — Albums Top 60 (Sverigetopplistan)             | 57              |